# Jules Grévy
François Paul Jules Grévy (Mont-sous-Vaudrey, 15 agosto 1807 – Mont-sous-Vaudrey, 9 settembre 1891) è stato un politico francese.
È stato Presidente della Repubblica di Francia dal 1879 al 1887.

## Biografia
Nato a Mont-sous-Vaudrey, nelle montagne del Giura, primo dei tre figli (lui, Albert e Paul, avvocati e poi senatori) di François Hyacinthe Grévy (1773-1857) e Jeanne Gabrielle Planet (1782-1855), Jules Grévy divenne avvocato nel 1837 e, avendo mantenuto saldi principi repubblicani anche sotto la monarchia degli Orléans, venne eletto nel proprio dipartimento nativo all'Assemblea Costituente del 1848. Prevedendo che Luigi Napoleone Bonaparte sarebbe stato eletto presidente dal popolo, egli si propose in veste di autorità nella presidenza del consiglio eletto o, in altre parole, per sopprimere la presidenza della repubblica. Dopo il colpo di Stato la sua proposta diede a Grévy riconoscenza di sagacità, e al suo ritorno alla vita politica nel 1868 egli occupò un ruolo rilevante nelle file del partito repubblicano francese.

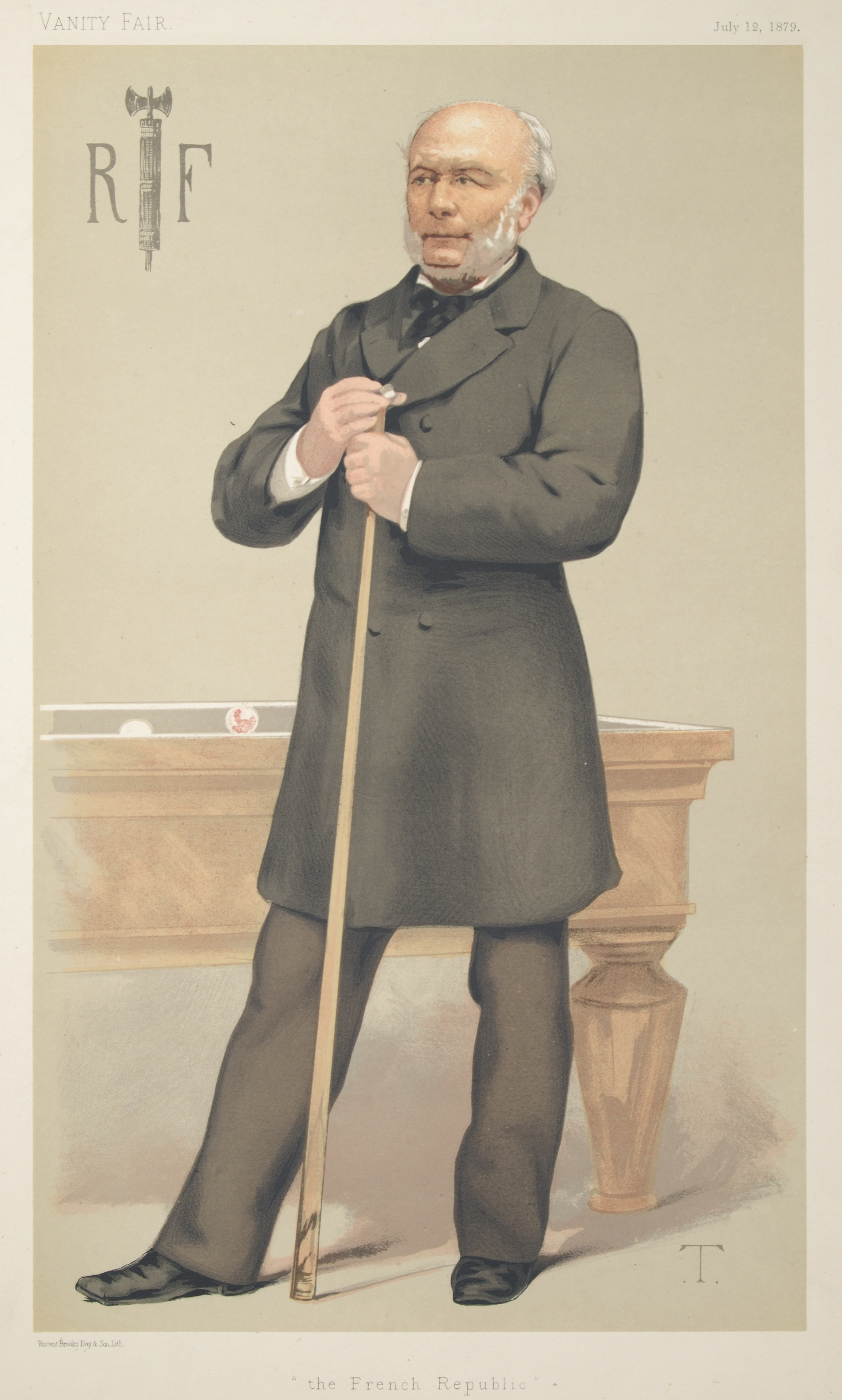
Ritratto di Grévy come giocatore di biliardo, vignetta apparsa il 12 luglio 1879 su Vanity Fair.

Dopo la caduta dell'Impero egli venne scelto quale presidente dell'Assemblea il 16 febbraio 1871 e mantenne tale posizione sino al 2 aprile 1873 quando egli diede le proprie dimissioni dietro le pressanti richieste della destra nazionale. L'8 marzo 1876 venne eletto Presidente della Camera dei Deputati; dopo le dimissioni del maresciallo Mac-Mahon egli apparve il candidato naturale a succedergli alla presidenza della repubblica e venne eletto senza opposizioni il 30 gennaio 1879.

### Le dimissioni
Tranquillo, schivo e attento al pubblico interesse e al proprio, ma senza particolari distinzioni, Grévy avrebbe lasciato di sé un'immagine umile e quasi tersa se non avesse accettato una seconda volta la rielezione (18 dicembre 1885). Poco dopo suo cognato, Daniel Wilson, venne coinvolto in uno scandalo per la concessione delle decorazioni della Legion d'Onore. Grévy non venne accusato di partecipazione personale in questo scandalo, ma la sua ostinazione nel voler difendere i membri della sua famiglia e la sua carica, resero le sue dimissioni inevitabili il 2 dicembre 1887.
Egli morì a Mont-sous-Vaudrey il 9 settembre 1891. Nella vita privata di lui si sa che era un accanito giocatore di biliardo e come tale venne rappresentato in un'edizione di Vanity Fair del 1879. Da lui prese il nome anche la zebra di Grévy, una specie di zebra appunto.